# 旌額理
旌額理（？—1771年），字均成，又译为經額立、旌額里、旌額禮，伊拉理氏，內務府正白旗滿洲廣敏佐領下人，繙譯進士。
乾隆十三年，登繙譯進士；乾隆十六年，授吏部主事。乾隆十九年，升吏部員外郎。乾隆二十二年，任吏部郎中。乾隆二十四年，署鑲白旗漢軍副都統；次年署兵部右侍郎。乾隆二十六年，任鑲白旗滿洲副都統、烏嚕木齊辦事大臣。乾隆二十八年，任兵部右侍郎、同年转左侍郎。乾隆二十九年，改吏部右侍郎。次年，署户部右侍郎、刑部右侍郎，稽查京通各倉收放糧石事務大臣。乾隆三十年，任鑲黃旗滿洲副都統、稽查龍門接談換卷大臣、會試外場監同稽查大臣。乾隆三十一年，担任葉爾羌辦事大臣。乾隆三十四年，授吏部左侍郎，任烏什參贊大臣。乾隆三十六年去世，赠都統銜。